# (267585) Popluhár
(267585) Popluhár – planetoida pasa głównego. Została odkryta 17 sierpnia 2002 w programie NEAT. (267585) Popluhár okrąża Słońce w ciągu 3,51 roku w średniej odległości 2,31 j.a.
Nazwa planetoidy pochodzi od nazwiska słowackiego piłkarza Jána Popluhára.
Planetoida ta nosiła wcześniej tymczasowe oznaczenie 2002 QA130.